# Taneční sport
Taneční sport je sportovní disciplína, která vychází ze společenského tance. Taneční páry, tedy muž a žena či chlapec a dívka, tancují figury zvolené podle předepsaných pravidel na náhodnou hudbu odpovídající tanci a snaží se co nejlépe vyjádřit charakteristické rysy tance i rytmus, melodii a strukturu hudby.
Pravidelně se konají soutěže. Soutěží vždy několik párů najednou na parketě. V jednotlivých kolech jsou páry hodnoceny porotci a ty s nejvyšším hodnocením od všech porotců postupují podle postupového klíče dále, postupně až do finále, kde se určí tři nejlepší páry soutěže. Do jednotlivých kategorií jsou páry rozděleny podle věku a výkonnostní třídy.
V posledních letech je přáním mnoha tanečníků, aby se taneční sport stal olympijskou disciplínou.

## Disciplíny
Tančí se odděleně ve dvou tanečních disciplínách, a to ve standardních a latinskoamerických tancích. Každá disciplína se skládá z 5 soutěžních tanců.

### Standardní tance (zkráceně STT)
Tyto tance jsou charakterizovány uzavřeným párovým držením. Pro čtyři je typický švihový pohyb. Pouze tango není švihový tanec. Pánové mají na sobě fraky (příp. vesty), dámy dlouhé šaty. Největší vývoj zaznamenaly během 30. let 20. století, kdy začaly vznikat základní popisy figur a technik, které se používají do současnosti. Současný standardní styl se vyznačuje dravostí, obdivem ke kráse, romantičnosti a citovým prožitím hudby a pohybu.
Mezi soutěžní standardní tance patří waltz, tango, valčík, slowfox (neboli slowfoxtrot) a quickstep.
Valčík je původem z Rakouska, proto se někdy nazývá také vídeňský valčík (anglicky Viennese Waltz). Tango jako jediné ze standardních tanců pochází ze země mimo Evropu, a to z jihoamerické Argentiny. Ostatní tance, tedy waltz, slowfox a quickstep jsou klasické standardní a jsou z Anglie.
|                  | Waltz | Tango     | Valčík  | Slowfox | Quickstep |
| Takt             | 3/4   | 4/8 (2/4) | 3/4     | 4/4     | 4/4       |
| Tempo [takt/min] | 28–30 | 31–33     | 58–60   | 28–30   | 50–52     |
| Metronom [bps]   | 84–90 | 124–132   | 174–180 | 112–120 | 200–208   |
| Důraz v taktu    | 1     | 1, 3      | 1       | 1, 3    | 1, 3      |

### Latinskoamerické tance (zkráceně LAT)

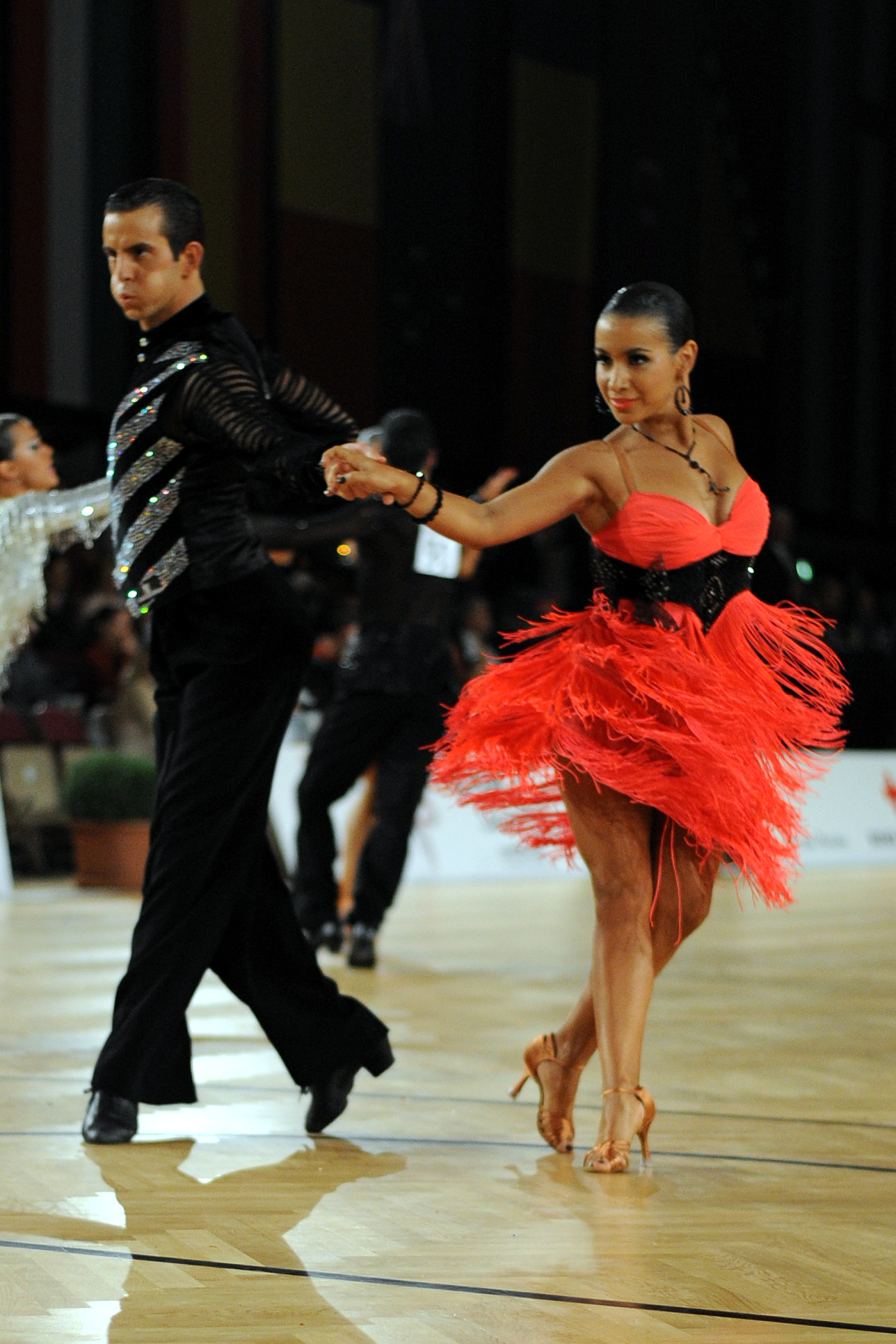
Cha-cha na taneční soutěži

Někdy také nazývané zkráceně latinské. Tance v této disciplíně jsou uvolněnější v držení párů, v oblečení i v pohybu. Latinské tance charakterizují rytmická přesnost, temperament, smyslnost a velký citový náboj.
Mezi soutěžní latinskoamerické tance patří samba, cha-cha, rumba, paso doble a jive. Na soutěžích v ČR se k této disciplíně u dětských kategorií přidává polka, byť není latinskoamerickým tancem.
Brazilská samba má své kořeny v Africe. Jak rumba, tak nejmladší ze všech soutěžních tanců, cha-cha, pocházejí z Brazílie, přestože vznik rumby je nejasný a současný kubánský styl byl tomuto tanci připsán až po standardizaci pro soutěže v Evropě.
Paso doble jako jediný latinskoamerický tanec nepochází z Ameriky, nýbrž ze Španělska a bere si inspiraci z tamních býčích zápasů.
Na severoamerický Jive měl vliv swing, boogie-woogie i rock and roll, díky kterému je jive velmi fyzicky náročný.
|                  | Samba   | Cha-cha | Rumba   | Paso doble | Jive    |
| Takt             | 2/4     | 4/4     | 4/4     | 2/4        | 4/4     |
| Tempo [takt/min] | 50–52   | 30–32   | 25–27   | 60–62      | 42–44   |
| Metronom [bps]   | 100–104 | 120–132 | 100–108 | 120–124    | 168–176 |
| Důraz v taktu    | 2       | 1       | 4       | 1          | 2, 4    |

### 10 tanců (zkráceně 10T)
V této disciplíně soutěží páry ve všech tancích jak standardních, tak latinskoamerických, a jsou tedy hodnoceny za všech 10 tanců. Ve věkové kategorii Děti I se tančí pouze 6 tanců, v kategorii Děti II tanců 8.

### Formace
Soutěže skupin 8–24 párů, které mají nacvičené choreografie, čili figury a prostorový pohyb.

## Soutěžní systém

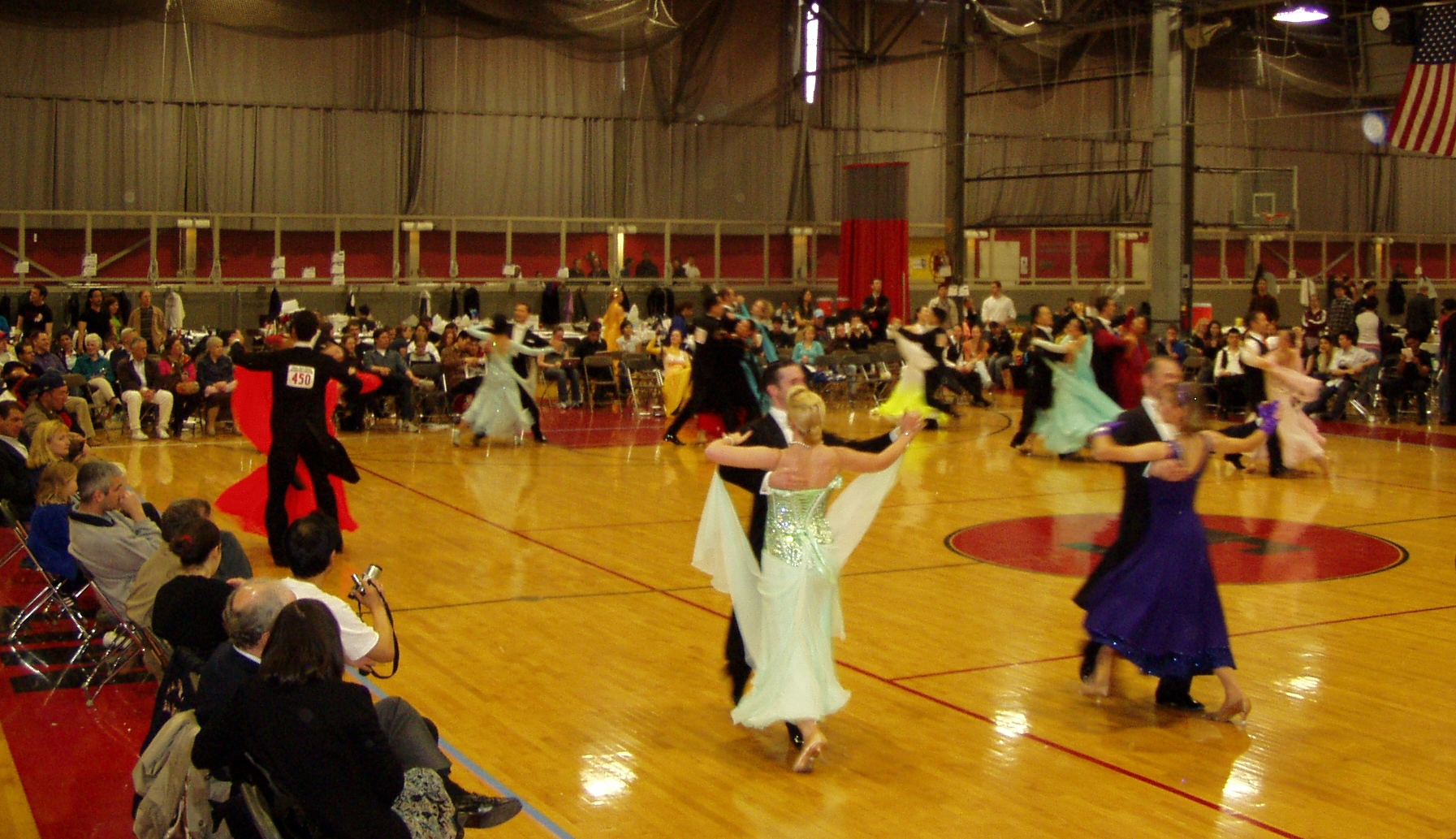
Taneční soutěž

### Struktura
Při účasti na postupových soutěžích páry získávají tzv. postupové body, na jejichž základě postupují do vyšších výkonnostních tříd. K postupu je také nutná i účast ve finále. Pro postup do vyšší třídy je nutné získat 200 bodů a 5 účastí ve finále. Samotná účast ve finále ještě není rozhodující, rozhodující je celkový počet párů v dané kategorii, viz tabulka níže.
Vzorec pro výpočet postupových bodů:
body = počet poražených soupeřů + 2x počet postupů do vyššího kola soutěže + bonifikace
| Bonifikace | Počet bodů |
| ---------- | ---------- |
| 1. místo   | 15         |
| 2. místo   | 10         |
| 3. místo   | 5          |

Počet soutěžících párů ovlivňuje započítávaná místa ve finále následovně:
| Počet párů v soutěži | Z kolektivních členů/míst | Započítávaná místa ve finále |
| -------------------- | ------------------------- | ---------------------------- |
| 2                    | 1 – 2                     | žádné                        |
| 3 – 5                | 2 a více                  | 1.                           |
| 6 – 10               | 3 a více                  | 1. – 2.                      |
| 11 – 15              | 3 a více                  | 1. – 3.                      |
| 16 – 20              | 3 a více                  | 1. – 4.                      |
| 21 – 25              | 3 a více                  | 1. – 5.                      |
| 26 a více            | 3 a více                  | všechny finálové páry        |

### Věkové kategorie a výkonnostní třídy
Páry jsou rozděleny do věkových kategorií podle mezinárodních pravidel, která platí i v ČR. Přiřazení do kategorie se řídí podle věku staršího z páru. V kategorii Senioři je toto pravidlo obrácené, přiřazení se tedy řídí podle mladšího z páru.
Páry jsou také rozděleny do výkonnostních tříd. Tyto třídy jsou, od nejnižší: E, D, C, B, A a M. Při složení nového páru je brán ohled na několik skutečností. Pokud měli oba v novém páru stejnou třídu, přebírá pár body toho s nižším počtem. Finálová umístění se nepřebírají. Pokud měli rozdílnou třídu, mohou si zvolit kteroukoli v daném rozsahu (partnerka měla C, partner A, mohou si zvolit C, B, A). Nepřebírají se ale žádné body a žádné finále. Osobní zařazení ale nadále zůstává. Člen páru s nižší osobní třídou získá vyšší buď když celý pár získá  novou třídu, nebo pokud si vytančí alespoň polovinu bodů nutných pro postup do vyšší třídy, případně pokud pár postoupí do druhého kola mistrovství České republiky.
| Věková kategorie          | Věkové rozpětí | Třídy                           |
| ------------------------- | -------------- | ------------------------------- |
| Děti do 8 let             | do 8 let       | E                               |
| Děti I (Juveniles I)      | do 10 let      | E,D                             |
| Děti II (Juveniles II)    | 10–11 let      | E,D,C                           |
| Junioři I (Juniors I)     | 12–13 let      | E,D,C,B                         |
| Junioři II (Juniors II)   | 14–15 let      | E,D,C,B,A                       |
| Mládež (Youth)            | 16–18 let      | E,D,C,B,A,M                     |
| Do 21 let (Under 21)      | 16–20 let      | E,D,C,B,A,M                     |
| Dospělí (Adults)          | 19–34 let      | E,D,C,B,A,M, P (profesionálové) |
| Senioři I (Seniors I)     | 35–44 let      | E,D,C,B,A,M, P (profesionálové) |
| Senioři II (Seniors II)   | 45–54 let      | E,D,C,B,A,M, P (profesionálové) |
| Senioři III (Seniors III) | 55–64 let      | E,D,C,B,A,M, P (profesionálové) |
| Senioři IV (Seniors IV)   | nad 65 let     | E,D,C,B,A,M, P (profesionálové) |

### Druhy soutěží

#### Postupové soutěže
Postupové soutěže jsou soutěže, při nichž páry získávají body za umístění a ve výsledku získávají výkonnostní třídy dle bodů a Finálových umístění (F) musí být 200 bodů a 5F.

#### Taneční liga
Počet soutěží Taneční ligy pro kategorii Dospělí je 10 ročně, pro kategorie Děti, Junioři I a II pak 8 ročně. Prvních 24 párů v kategorii Dospělí a prvních 6 párů v kategoriích Mládež a Junioři je nasazeno přímo do 2. kola Mistrovství České republiky. Na mistrovství ČR se ale dá přihlásit i bez taneční ligy.
Liga se koná od roku 1992 pro Dospělé a od roku 1997 také pro Děti a Juniory I a II.

#### Mistrovství České republiky
V tanečním sportu se každoročně pořádají mistrovství ČR v různých typech soutěží:
- Mistrovství ČR v deseti tancích
- Mistrovství ČR ve standardních tancích
- Mistrovství ČR v latinskoamerických tancích
- Mistrovství ČR družstev
- Mistrovství ČR Showdance ve standardních tancích
- Mistrovství ČR Showdance v latinskoamerických tancích
- Mistrovství ČR Formací ve standardních tancích
- Mistrovství ČR Formací v latinskoamerických tancích
- Mistrovství ČR SOLO
- Mistrovství ČR v Synchro a Group

Všechny soutěže pořádá Český svaz tanečního sportu (ČSTS). 

#### Soutěže světového žebříčku (WRLT, World Ranking List Tournaments)
Jsou pořádány ve třech úrovních:
- Grand Slam – pouze 5 soutěží ročně na světě
- World Open – pouze 2 soutěže ročně na členskou zemi
  - Prague Open Dance Festival
  - Brno Open
- International Open
- Open

Účastnit se jich může kdokoli bez omezení třídy, ale doporučuje se mít minimálně třídu B, jelikož se jedná o státní reprezentaci. Většina soutěžících má třídu M. 
Ve ostatních věkových kategoriích se konají jen soutěže typu Open.
Do žebříčku WRLT se párům započítává 6 nejlepších výsledků na soutěžích v posledních 12 měsících.
Soutěže Grand Slam se pořádají od roku 2003 a mají vysoké finanční ceny. Je to 5 vybraných nejvýznamnějších soutěží International Open a 6. závěrečná, pořádaná pro prvních 24 párů v aktuálním pořadí žebříčku, kde páry získávají dvojnásobný počet bodů.